# Novokosteantînivka, Prîazovske
Novokosteantînivka (în ucraineană Новокостянтинівка) este localitatea de reședință a comunei Novokosteantînivka din raionul Prîazovske, regiunea Zaporijjea, Ucraina.

## Demografie
Componența lingvistică a localității Novokosteantînivka
     Ucraineană (83,95%)
     Rusă (14,81%)
     Alte limbi (0,14%)
Conform recensământului din 2001, majoritatea populației localității Novokosteantînivka era vorbitoare de ucraineană (83,95%), existând în minoritate și vorbitori de rusă (14,81%).